# 춘천군·양구군·인제군
춘천군·양구군·인제군은 대한민국의 옛 국회의원 선거구이다. 당시 강원도 춘천군, 양구군, 인제군 지역을 관할했다.

## 역사
1992년 2월 1일, 춘성군이 춘천군으로 이름을 바꾸었다. 이에 제14대 국회의원 선거를 앞두고 춘성군·양구군·인제군 선거구가 춘천군·양구군·인제군 선거구로 개편되었다.
1995년 1월 1일을 기해 춘천군과 춘천시가 통합하면서 통합 춘천시가 신설되었다. 이에 제15대 국회의원 선거를 앞두고 춘천시 갑, 춘천시 을 선거구가 형성되었으며 남은 양구군과 인제군도 철원군·화천군·양구군 선거구와 속초시·고성군·양양군·인제군 선거구로 각각 분리되면서 폐지되었다.

## 역대 국회의원
| 선거   | 정당 | 정당       | 의원   |
| ------ | ---- | ---------- | ------ |
| 1992년 |      | 민주자유당 | 이민섭 |

## 역대 선거 결과

### 대한민국 제14대 국회의원 선거
|  | 44.62% |

|  | 39.52% |

|  | 12.44% |

|  | 3.39% |